# Bindengrundkuckuck
Der Bindengrundkuckuck (Neomorphus radiolosus) ist eine Kuckucksart der Neotropis.

## Merkmale
Der Bindengrundkuckuck ist ein großer Kuckuck, der etwa 46–51 cm groß wird. Es gibt keinen Geschlechtsdimorphismus. Die Bauch- und Nackenpartie ist schwarz mit weißen Federspitzen, der hintere Rücken sowie die Deckfedern der Flügel kastanienbraun gefärbt. Die Handschwingen sind schwarz, die Armschwingen rötlich bis violett. Die langen Steuerfedern erscheinen schwarz bis dunkellila schimmernd. Auffallend ist die blau-schwarz schimmernde große Haube. Die Augen sind dunkelbraun, um diese befindet sich ein federloser blauer Bereich, der sich zusammenziehen lässt und eventuell als Signal- oder Balzzeichen gegenüber dem Partner dient. Die Füße sind blau-grau gefärbt.

## Verbreitung und Lebensraum

Verbreitungsgebiet des Bindengrundkuckucks (grün)

Der Bindengrundkuckuck bewohnt tropische Regenwälder. Er kommt nur im westlichen Vorland der Anden entlang des Pazifischen Ozeans in Ecuador und Kolumbien vor und ist somit endemisch für die artenreiche Tumbes-Chocó-Magdalenaregion. Beobachtungen des Vogels sind mittlerweile selten, in den 1990er Jahren war er in der Provinz Nariño noch häufig zu beobachten. Es wird davon ausgegangen, dass nur noch kleine, isolierte Populationen vorhanden sind. Aufgrund der fortschreitenden Zerstörung des Lebensraumes durch Rodung der Wälder und Umwandlung derselben in Ackerland, sowie der geringen Populationsdichte und dem kleinräumigen Verbreitungsgebiet wird der Bindengrundkuckuck seitens der IUCN als stark gefährdet („endangered“) eingeschätzt.

## Lebensweise
Bindengrundkuckucke sind häufig paarweise unterwegs, werden aber auch in Schwärmen zusammen mit verschiedenen Ameisenvögeln und Baumsteigern beim Fressen von Wanderameisen gesichtet. Über die Nahrungszusammensetzung der adulten Vögel ist wenig bekannt, sie besteht vermutlich vorwiegend aus Spinnentieren und Insekten und wird vom Boden oder der Vegetation nahe dem Boden gesammelt. Bindengrundkuckucke wurden dabei beobachtet, wie sie Halsbandpekaris folgten, wahrscheinlich um durch die Pekaris aufgeschreckte Beute zu fangen.
Das Nest wird in etwa 4–5 m Höhe in Astgabeln gebaut und besteht aus Zweigen und Farn (hauptsächlich Diplazium-Arten), welcher beständig erneuert wird. Dies könnte darauf zurückzuführen sein, dass chemische Bestandteile der Vegetation Parasiten fernhalten oder durch die bei der Zersetzung der Vegetation entstehende Wärme die Wärmeisolation des Nestes besser wird. Der Bindengrundkuckuck ist kein Brutparasit, beide Eltern brüten und kümmern sich um die Aufzucht der Jungen. Jungtiere werden vornehmlich mit Insekten und kleinen Froschlurchen gefüttert, was die Nahrungszusammensetzung der adulten Vögel widerspiegeln könnte. Sie leben vermutlich monogam. Die Lebensweise der Bindengrundkuckucke bedarf weiterer Forschung.